# Nationella byrån för förebyggande av korruption
Nationella byrån för förebyggande av korruption (ukrainska: Національне агентство з питань запобігання корупції: Natsionalne ahentstvo z zapobihannja koruptsiji), förkortat NAZK (НАЗК), är en statlig myndighet i Ukraina med syfte att förebygga korruption. Myndigheten är underställd landets regering.
Efter Rysslands invasion av Ukraina upprättade myndigheten en svart lista över utländska företag som betalar skatt i Ryssland.